# Волден (Теннессі)
Волден (англ. Walden) — місто (англ. town) в США, в окрузі Гамільтон штату Теннессі. Населення — 1981 особа (2020).

## Географія
Волден розташований за координатами 35°9′50″ пн. ш. 85°18′33″ зх. д. / 35.16389° пн. ш. 85.30917° зх. д. (35.163956, -85.309082).  За даними Бюро перепису населення США в 2010 році місто мало площу 9,26 км², уся площа — суходіл.

## Демографія
Згідно з переписом 2010 року, у місті мешкало 1898 осіб у 737 домогосподарствах у складі 586 родин. Густота населення становила 205 осіб/км².  Було 799 помешкань (86/км²).
Расовий склад населення:
| - 97,6 % — білих - 0,8 % — азіатів - 0,5 % — чорних або афроамериканців - 0,1 % — корінних американців |

До двох чи більше рас належало 0,9 %. Частка іспаномовних становила 2,1 % від усіх жителів.
За віковим діапазоном населення розподілялося таким чином: 25,2 % — особи молодші 18 років, 58,5 % — особи у віці 18—64 років, 16,3 % — особи у віці 65 років та старші. Медіана віку мешканця становила 45,1 року. На 100 осіб жіночої статі у місті припадало 104,1 чоловіків;  на 100 жінок у віці від 18 років та старших — 99,4 чоловіків також старших 18 років.
Середній дохід на одне домашнє господарство  становив 151 772 долари США (медіана — 83 333), а середній дохід на одну сім'ю — 163 400 доларів (медіана — 101 250). Медіана доходів становила 81 354 долари для чоловіків та 41 250 доларів для жінок. За межею бідності перебувало 7,4 % осіб, у тому числі 6,8 % дітей у віці до 18 років та 5,2 % осіб у віці 65 років та старших.
Цивільне працевлаштоване населення становило 945 осіб. Основні галузі зайнятості: освіта, охорона здоров'я та соціальна допомога — 29,0 %, науковці, спеціалісти, менеджери — 18,6 %, фінанси, страхування та нерухомість — 13,7 %.